# Богуславський Сергій Анатолійович
Сергі́й Анато́лійович Богусла́вський  (*1 грудня (19 листопада с. с.) 1883, Москва — †3 вересня 1923, Москва)— російський фізик.
Професор Московського університету (з 1919).
Основні праці Богуславського присвячені застосуванню статистичного методу обчислення термодинамічних величин, теорії діелектричних кристалів, аналізові руху електронів в електромагнітних полях. Встановлена Богуславським закономірність у впливі просторових зарядів на рух електронів лежить в основі розрахунку електровакуумних приладів.